# Esquí acrobàtic als Jocs Olímpics d'hivern de 2018 - Camp a través femení
La prova de camp a través femení va ser una de les deu proves que es disputaren als Jocs Olímpics d'Hivern de 2018 de Pyeongchang (Corea del Sud) dins el programa d'esquí acrobàtic. La competició es va disputar el 22 i 23 de febrer de 2018 al Bogwang Phoenix Park.

## Medaller
| Or                 | Argent                | Bronze            |
| Kelsey Serwa (CAN) | Brittany Phelan (CAN) | Fanny Smith (SUI) |

## Resultats

### Primera ronda
La ronda d'inspecció es va disputar el 22 de febrer a les 10:00. No elimina cap esportista i sols serveix per determinar les sèries dels vuitens de final.
| Posició | Dorsal | Nom                      | País                       | Temps   | Diferència |
| ------- | ------ | ------------------------ | -------------------------- | ------- | ---------- |
| 1       | 13     | Marielle Thompson        | Canadà                     | 1:13.11 | −          |
| 2       | 15     | Kelsey Serwa             | Canadà                     | 1:13.33 | +0.22      |
| 3       | 9      | Brittany Phelan          | Canadà                     | 1:13.56 | +0.45      |
| 4       | 1      | Sandra Näslund           | Suècia                     | 1:13.58 | +0.47      |
| 5       | 12     | Fanny Smith              | Suïssa                     | 1:13.90 | +0.79      |
| 6       | 3      | Alizée Baron             | França                     | 1:14.11 | +1.00      |
| 7       | 7      | Katrin Ofner             | Àustria                    | 1:14.30 | +1.19      |
| 8       | 5      | Andrea Limbacher         | Àustria                    | 1:14.71 | +1.60      |
| 9       | 6      | Sami Kennedy-Sim         | Austràlia                  | 1:14.97 | +1.86      |
| 10      | 16     | Sanna Lüdi               | Suïssa                     | 1:15.13 | +2.02      |
| 11      | 10     | India Sherret            | Canadà                     | 1:15.48 | +2.37      |
| 12      | 14     | Marielle Berger Sabbatel | França                     | 1:15.60 | +2.49      |
| 13      | 18     | Nikol Kučerová           | Txèquia                    | 1:15.61 | +2.50      |
| 14      | 11     | Debora Pixner            | Itàlia                     | 1:15.72 | +2.61      |
| 15      | 4      | Anastasiia Chirtcova     | Atletes Olímpics de Rússia | 1:15.83 | +2.72      |
| 16      | 19     | Talina Gantenbein        | Suïssa                     | 1:15.97 | +2.86      |
| 17      | 2      | Lisa Andersson           | Suècia                     | 1:16.15 | +3.04      |
| 18      | 24     | Stephanie Joffroy        | Xile                       | 1:16.70 | +3.59      |
| 19      | 20     | Victoria Zavadovskaya    | Atletes Olímpics de Rússia | 1:16.80 | +3.69      |
| 20      | 8      | Julia Eichinger          | Alemanya                   | 1:17.56 | +4.45      |
| 21      | 17     | Reina Umehara            | Japó                       | 1:17.81 | +4.70      |
| 22      | 23     | Emily Sarsfield          | Regne Unit                 | 1:18.25 | +5.14      |
| 23      | 22     | Priscillia Annen         | Suïssa                     | 2:30.03 | +1:16.92   |
| 24      | 21     | Lucrezia Fantelli        | Itàlia                     | DNS     | +9.99 !    |

### Vuitens de final
Les dues primeres de cada sèries es classifiquen per quarts de final.
| Posició | Dorsal | Atleta            | País   | Notes |
| ------- | ------ | ----------------- | ------ | ----- |
| 1       | 17     | Lisa Andersson    | Suècia | Q     |
| 2       | 16     | Talina Gantenbein | Suïssa | Q     |
| 3       | 1      | Marielle Thompson | Canadà |       |

| Posició | Dorsal | Atleta            | País      | Notes |
| ------- | ------ | ----------------- | --------- | ----- |
| 1       | 8      | Andrea Limbacher  | Àustria   | Q     |
| 2       | 9      | Sami Kennedy-Sim  | Austràlia | Q     |
|         | 24     | Lucrezia Fantelli | Itàlia    | DNS   |

| Posició | Dorsal | Atleta                   | País   | Notes |
| ------- | ------ | ------------------------ | ------ | ----- |
| 1       | 5      | Fanny Smith              | Suïssa | Q     |
| 2       | 12     | Marielle Berger Sabbatel | França | Q     |
| 3       | 21     | Reina Umehara            | Japó   |       |

| Posició | Dorsal | Atleta          | País     | Notes |
| ------- | ------ | --------------- | -------- | ----- |
| 1       | 4      | Sandra Näslund  | Suècia   | Q     |
| 2       | 13     | Nikol Kučerová  | Txèquia  | Q     |
| 3       | 20     | Julia Eichinger | Alemanya |       |

| Posició | Dorsal | Atleta                | País                       | Notes |
| ------- | ------ | --------------------- | -------------------------- | ----- |
| 1       | 3      | Brittany Phelan       | Canadà                     | Q     |
| 2       | 14     | Debora Pixner         | Itàlia                     | Q     |
| 3       | 19     | Victoria Zavadovskaya | Atletes Olímpics de Rússia |       |

| Posició | Dorsal | Atleta          | País       | Notes |
| ------- | ------ | --------------- | ---------- | ----- |
| 1       | 6      | Alizée Baron    | França     | Q     |
| 2       | 22     | Emily Sarsfield | Regne Unit | Q     |
|         | 11     | India Sherret   | Canadà     | DNF   |

| Posició | Dorsal | Atleta           | País    | Notes |
| ------- | ------ | ---------------- | ------- | ----- |
| 1       | 7      | Katrin Ofner     | Àustria | Q     |
| 2       | 10     | Sanna Lüdi       | Suïssa  | Q     |
| 3       | 23     | Priscillia Annen | Suïssa  |       |

| Posició | Dorsal | Atleta               | País                       | Notes |
| ------- | ------ | -------------------- | -------------------------- | ----- |
| 1       | 2      | Kelsey Serwa         | Canadà                     | Q     |
| 2       | 15     | Anastasiia Chirtcova | Atletes Olímpics de Rússia | Q     |
| 3       | 18     | Stephanie Joffroy    | Xile                       |       |

### Quarts de final
Les dues primeres de cada sèrie passen a semifinals.
| Posició | Dorsal | Atleta            | País      | Notes |
| ------- | ------ | ----------------- | --------- | ----- |
| 1       | 9      | Sami Kennedy-Sim  | Austràlia | Q     |
| 2       | 17     | Lisa Andersson    | Suècia    | Q     |
| 3       | 16     | Talina Gantenbein | Suïssa    |       |
| 4       | 8      | Andrea Limbacher  | Àustria   | DNF   |

| Posició | Dorsal | Atleta                   | País    | Notes |
| ------- | ------ | ------------------------ | ------- | ----- |
| 1       | 5      | Fanny Smith              | Suïssa  | Q     |
| 2       | 4      | Sandra Näslund           | Suècia  | Q     |
| 3       | 12     | Marielle Berger Sabbatel | França  |       |
| 4       | 13     | Nikol Kučerová           | Txèquia |       |

| Posició | Dorsal | Atleta          | País       | Notes |
| ------- | ------ | --------------- | ---------- | ----- |
| 1       | 3      | Brittany Phelan | Canadà     | Q     |
| 2       | 6      | Alizée Baron    | França     | Q     |
| 3       | 14     | Debora Pixner   | Itàlia     |       |
| 4       | 22     | Emily Sarsfield | Regne Unit |       |

| Posició | Dorsal | Atleta               | País                       | Notes |
| ------- | ------ | -------------------- | -------------------------- | ----- |
| 1       | 2      | Kelsey Serwa         | Canadà                     | Q     |
| 2       | 10     | Sanna Lüdi           | Suïssa                     | Q     |
| 3       | 7      | Katrin Ofner         | Àustria                    |       |
|         | 15     | Anastasiia Chirtcova | Atletes Olímpics de Rússia | DNF   |

### Semifinals
Les dues primeres de cada sèrie passen a la final. Els altres dos passen a la final de consolació que determina les posicions 5 a 8.
| Posició | Dorsal | Atleta           | País      | Notes |
| ------- | ------ | ---------------- | --------- | ----- |
| 1       | 4      | Sandra Näslund   | Suècia    | BF    |
| 2       | 5      | Fanny Smith      | Suïssa    | BF    |
| 3       | 9      | Sami Kennedy-Sim | Austràlia | SF    |
| 4       | 17     | Lisa Andersson   | Suècia    | SF    |

| Posició | Dorsal | Atleta          | País   | Notes   |
| ------- | ------ | --------------- | ------ | ------- |
| 1       | 3      | Brittany Phelan | Canadà | BF      |
| 2       | 2      | Kelsey Serwa    | Canadà | BF      |
| 3       | 10     | Sanna Lüdi      | Suïssa | SF      |
|         | 6      | Alizée Baron    | França | DNF, SF |

### Final
Final de consolació
| Rank | Bib | Name             | Country   | Notes |
| ---- | --- | ---------------- | --------- | ----- |
| 5    | 6   | Alizée Baron     | França    |       |
| 6    | 17  | Lisa Andersson   | Suècia    |       |
| 7    | 10  | Sanna Lüdi       | Suïssa    |       |
| 8    | 9   | Sami Kennedy-Sim | Austràlia |       |

Final
| Posició | Dorsal | Atleta          | País   | Notes |
| ------- | ------ | --------------- | ------ | ----- |
| 1       | 2      | Kelsey Serwa    | Canadà |       |
| 2       | 3      | Brittany Phelan | Canadà |       |
| 3       | 5      | Fanny Smith     | Suïssa |       |
| 4       | 4      | Sandra Näslund  | Suècia |       |